# 西條笑児
西條 笑児（さいじょう しょうじ、 本名：河内弘、1941年〈昭和16年〉8月8日 - 1996年〈平成8年〉4月3日）は、元漫才師、タレント。

## 来歴・人物
兵庫県神戸市出身。甲南大学文学部卒業。父は西条凡児。兄は西條遊児。娘は元宝塚歌劇団の西條三恵。
1966年、それまで勤務していた広告代理店をリストラされたことを機に兄とコンビを結成し漫才師デビュー。神戸を中心にラジオのパーソナリティーを長年勤めた。
1996年4月3日、死去。55歳没。
西條の没後、日本映画批評家大賞内の舞台ミュージカル大賞に西條笑児賞の副名称がつけられている。

## 担当番組

### テレビ
- フラッシュ神戸（サンテレビ）[2]

### ラジオ
- 遊児・笑児のおはようさん!（ラジオ関西）[2]
- スタジオTODAY ホットに語ろう!（ラジオ関西）[2]
- サンデー神戸（ラジオ関西）[2]
- 遊児・笑児のよみがえれ神戸（AM KOBE）